# Вилађо Монте Фајто (Напуљ)
Вилађо Монте Фајто је насеље у Италији у округу Напуљ, региону Кампанија.
Према процени из 2011. у насељу је живело 59 становника. Насеље се налази на надморској висини од 1097 м.